# International Rugby League
La International Rugby League (anteriormente Rugby League International Federation) es la federación internacional que gobierna el deporte del rugby league. Su sede se encuentra en Londres. El actual presidente es Troy Grant.
Las principales tareas son para decidir qué disposiciones oficiales válidos en todo el mundo y gestionar una serie de competiciones entre los cuales el más importante es la Copa del Mundo del Rugby League. Entre los torneos dirigidos por el RLIF también incluyen el Cuatro Naciones y la Copa del Pacífico, mientras que las competiciones europeas se llevan a cabo bajo la supervisión de la Liga de Rugby Federación Europea (RLEF).
El RLIF, desde 2004, también se ocupa de premiar anualmente a todos los jugadores que se han destacado en el rugby league.

## Historia
La primera federación mundial que se estableció originalmente el Consejo Imperial de Rugby League, nacido en 1927 y está formado por tres representantes británicos y un representante de Australia y Nueva Zelanda. Bajo la presión de la federación francesa más tarde, el 25 de enero de 1948, nació la nueva Junta Internacional de Rugby League, que también organizó la primera Copa del Mundo de rugby a 13 en 1954. Con el estallido de la guerra de la Super League, a mediados de la década de 1990, se produjo el aislamiento de Australia y el nacimiento de la Junta Internacional de la Super League. Con la aprobación de la diatriba y la formación de la Liga Nacional de Rugby, dividir a sí mismo juntos y en 1998 se fundó la actual Federación Internacional de Rugby League.
En octubre de 2019 cambia su nombre por International Rugby League.